# Theridion yuma
Theridion yuma är en spindelart som beskrevs av Claude Lévi 1963. Theridion yuma ingår i släktet Theridion och familjen klotspindlar. Inga underarter finns listade i Catalogue of Life.